# مارسيل ستينزيل
مارسيل ستينزيل (بالألمانية: Marcel Stenzel)‏ هو لاعب كرة قدم ألماني، ولد في 17 فبراير 1992 في دورتموند في ألمانيا. لعب مع روت فايس أوبرهاوزن ونادي دويسبورغ.

## وصلات خارجية
- مارسيل ستينزيل على موقع قاعدة بيانات كرة القدم.إي يو (الإنجليزية)
- مارسيل ستينزيل على موقع عالم كرة القدم.نت (الإنجليزية)